# 喻权域
喻权域（1935年—2010年8月14日），男，重庆荣昌人，中华人民共和国政治人物。

## 生平
1950年3月，高中肄业后参加革命，1952年秋，开始从事新闻工作。1954年8月，加入中国共产党。同年9月，任新华社四川分社记者。1979年12月，调入新华社总社并创办《半月谈》杂志，任该刊主编。1982年9月，任新华社国内新闻编辑部副主任。1987年12月，被评为高级编辑。1988年5月，任新华社《经济参考报》总编辑。1989年9月任人民日报总编室主任。主编《真理的追求》。
1991年7月，起任人民日报编委委员兼总编室主任。1993年9月，任中央外宣办秘书长，组建中国人权研究会，任副会长。1994年7月兼任中国社会科学院新闻与传播研究所所长、教授。1998年11月，任中国社会科学院学术咨询委员。2007年，建议全国人大常委会制定《惩治汉奸言论法》。2010年8月14日，因病在北京逝世。